# Warteres Warteressowitsch Samurgaschew
Warteres Warteressowitsch Samurgaschew (russisch Вартерес Вартересович Самургашев, wiss. Transliteration Varteres Varteresovič Samurgašev; * 13. September 1979 in Rostow am Don) ist ein ehemaliger russischer Ringer. Im griechisch-römischen Stil wurde er 2000 Olympiasieger und zwei Jahre später Weltmeister.

## Werdegang
Samurgaschew begann 1994 mit dem Ringen. Seit 1995 wird er in Rostow von Sergej Sabejworota trainiert. Seinen ersten Titel gewann Samurgaschew bei den Ringer-Europameisterschaften 2000 in Moskau. Dort siegte er im Finale des Federgewichts, der Gewichtsklasse bis 63 Kilogramm, gegen den Schweizer Beat Motzer mit 8:0.
Bei den Olympischen Spielen 2000 in Sydney eliminierte er bereits in der Vorrunde den Olympiasieger von 1996 Włodzimierz Zawadzki und den ehemaligen Weltmeister Şeref Eroğlu. Im Finale setzte er sich in der Verlängerung mit 3:0 gegen den Kubaner Juan Luis Marén durch und wurde Olympiasieger.
Zwei Jahre nach seinem Olympiasieg wechselte Samurgaschew in eine höhere Gewichtsklasse. Auch im Weltergewicht dominierte er seine Konkurrenz und wurde bei den Weltmeisterschaften 2002 in Moskau Weltmeister. Im Finale gewann er nach spannendem Kampf gegen den Europameister Badri Chassaia aus Georgien, dem er im April 2002 im Finale der Europameisterschaften noch unterlegen war.
Bei den Olympischen Spielen 2004 in Athen setzte sich Samurgaschew zunächst ohne größere Probleme in der Vorrunde durch und schaltete dabei den Deutschen Meister und Vize-Weltmeister Konstantin Schneider aus. Nachdem er im Viertelfinale ein Freilos gezogen hatte, musste er im Halbfinale gegen den für Usbekistan startenden Aleksandr Doxturishvili antreten. Nach einigen individuellen Fehlern unterlag er am Ende mit 2:5. Den Kampf um Platz 3 gegen den Schweizer Reto Bucher gewann er innerhalb von 67 Sekunden vorzeitig mit 10:0 und sicherte sich damit eine Bronzemedaille.
Neben seiner sportlichen Karriere studierte Samurgaschew Jura und arbeitet nun als Anwalt.